# Megan Connolly
Pour les articles homonymes, voir Connolly.
Megan Connolly, née le 7 mars 1998 à Cork, est une footballeuse internationale irlandaise évoluant au poste de milieu de terrain. 

## Biographie

### Ses débuts
Megan Connolly nait à Cork le 7 mars 1998. Son père est entraineur au club de College Corinthians à Douglas dans la banlieue sud de Cork. Après avoir remarqué le potentiel de sa fille, il organise la recréation d'une section féminine dans le club. Son frère Luke joue aussi au football au College Corinthians. Il pratique en parallèle le football gaélique au Nemo Rangers GAA.
Elle commence le football au College Corinthians à l'âge de six ans. Au début, elle s'entraîne et joue avec les garçons jusqu'à ce que son père n'organise des équipes féminines. Elle montre aussi tout son potentiel comme joueuse de football gaélique. Elle joue comme son frère aux Nemo Rangers. En 2012, elle fait partie de l'équipe de Cork GAA des moins de 16 ans qui remporte le championnat du Munster. Elle marque trois buts lors de la finale contre Kerry GAA pour une victoire 5-6 à 0-10. Dans les interviews, Megan Connolly explique que le football gaélique lui sert à parfaire ses capacités physiques. Elle choisit de pratiquer le football au plus haut niveau car c'est le sport qui lui permet de représenter son pays dans des compétitions internationales. Au football, Megan Connolly remporte des trophées au niveau provincial avec les Corinthians et son lycée, la Christ King Girls Secondary School. Le 14 novembre 2014, Connolly remporte avec les Corinthians la Munster Senior Cup féminine. Connolly marque en finale dans une équipe dirigée par son père.

### En Floride
En 2014, Megan Connolly commence une scolarité de quatre ans dans le management du sport à l'université d'État de Floride. Elle intègre l'équipe de l'université, les Florida State Seminoles. Sa compatriote Megan Campbell a participé à son recrutement,.
Lors de sa première saison aux Seminoles, Connolly joue un rôle important dans la victoire de l'équipe dans le tournoi de football de l'Atlantic Coast Conference. Elle marque neuf buts et distribue dix passes décisives. En conséquence, elle reçoit plusieurs prix dont ceux de meilleure milieu de terrain et de meilleure joueuse de première année de l'ACC.
En décembre 2015, Megan Connolly est nommée dans l'équipe de l'année par l'association nationale des entraîneurs de football pour ses performances durant la saison. Elle est la première freshman (étudiante de première année) de l'université de Floride à être ainsi distinguée. Connolly est aussi nommée pour le Hermann Trophy.
Lors de sa deuxième année, Connolly est titulaire des vingt-deux rencontres jouées par les Séminoles. Elle marque sept buts, dont cinq qui donnent directement la victoire à son équipe, et donne quatre passes décisives. Lors de la troisième saison, même si elle joue lors de vingt matchs, elle n'est que neuf fois titulaire. Elle marque néanmoins trois buts et délivre trois passes décisives.

### À Brighton
Le 26 janvier 2019, Megan Connolly signe un contrat avec le Brighton & Hove Albion Women Football Club pour le reste de la saison, puis prolonge son contrat l'été suivant.

### En équipe nationale
Megan Connolly a été sélectionnée à toutes les classes d'âge de l'équipe nationale irlandaise : moins de 15 ans, moins de 16 ans, moins de 17 ans, moins de 19 ans et équipe nationale senior. Elle est régulièrement buteuse dans toutes les catégories de jeunes. Le 6 août 2013, à l'occasion d'une rencontre qualificative pour le championnat d'Europe des moins de 17 ans, elle marque trois but pour une victoire 12-1 contre la Bosnie-Herzégovine.
Connolly fait partie de l'équipe qui termine en tête de son groupe lors du Championnat d'Europe féminin de football des moins de 19 ans 2014, se qualifiant ainsi pour les demi-finales de la compétition. Le 24 juillet 2014, Connolly marque sur coup franc le but de la victoire contre la Suède, ce but ouvre les portes de la demi-finale à l'équipe irlandaise. Avec un but et trois passes décisives, Connolly est alors décrite comme « une des stars de la compétition ». À la suite de la compétition et conjointement à sa réussite en Floride, elle est élue « meilleure joueuse de moins de 19 ans évoluant hors d'Irlande »
Le 17 septembre 2015, Megan Connolly marque quatre buts contre la Bulgarie lors d'un match qualificatif au Championnat d'Europe des moins de 19 ans.
Megan Connolly est sélectionnée en équipe d'Irlande par Susan Ronan pour l'Istria Cup qui se déroule en Croatie en mars 2015. C'est une compétition amicale sur le modèle de l'Algarve Cup. Elle oppose l'Irlande à l'Autriche, la Hongrie et la Slovaquie. Connolly est sélectionnée mais n'entre jamais en jeu.
Sa première sélection officielle arrive le 25 janvier 2016. Elle est sur le banc des remplaçants pour une rencontre amicale contre les États-Unis. Elle fait son entrée en jeu à la 65e minute, remplaçant Ruesha Littlejohn. Les États-Unis l'emportent sur le score de cinq buts à zéro.
En juin 2023, elle est sélectionnée pour disputer la coupe du monde 2023 en Australie.